# 秀美壳虫
秀美壳虫（学名：Euchitonia elegans）为孔盘虫科美壳虫属的动物。分布于大西洋赤道区、太平洋热带区以及中国东海等海域。